# Синячиха
Синячи́ха (рос. Синячиха) — селище у складі Алапаєвського міського округу (Верхня Синячиха) Свердловської області.
Населення — 74 особи (2010, 60 у 2002).
Національний склад населення станом на 2002 рік: росіяни — 96 %.